# Пушкаш, Тивадар
Тивадар Пушкаш де Дитро (венг. Ditrói Puskás Tivadar; 17 сентября 1844, Пешт — 16 марта 1893, Будапешт) — венгерский учёный, физик, и изобретатель первой в мире телефонной станции, а также основатель телефонной новостной службы «Telefon Hírmondó».

## Биография
Семья Пушкаша происходит из города Дитро и была частью трансильванской знати. Пушкаш изучал право и электротехнику. Прожив некоторое время в Англии и проработав в компании Warnin Railway Construction Company, он вернулся в Венгрию. В 1873 году, во время проведения в Вене Всемирной выставки он создал собственное Бюро Путешествий, первое и старейшее в Центральной Европе.
После этого он переехал в США в штат Колорадо и устроился на работу в качестве старателя. Именно он в ходе своего пребывания в США разоблачил обман изобретателя Кели с его так «называемой электромашиной».
Пушкаш работал над идеей телеграфной станции, когда изобретатель Александр Грэм Белл придумал телефон. Это заставило Пушкаша пересмотреть свои взгляды и подтолкнуло к сотрудничеству с американским учёным Томасом Эдисоном.
После этого Пушкаш сосредоточился на усовершенствовании своей схемы в целях создания уже не телеграфной, а телефонной автоматической станции. По словам Эдисона, «Тивадар Пушкаш стал первым, кто предложил идею создания АТС». Воплотить свою идею в жизнь Пушкашу удалось только в 1877 году в Бостоне.
В 1879 году Пушкаш создал автоматическую телефонную станцию, в Париже, где он в течение следующих четырёх лет представлял интересы Эдисона в Европе. В Париже помощь ему оказывал его младший брат Ференц Пушкаш (1848—1884), который позже создаст первую телефонную станцию в городе Пешт.

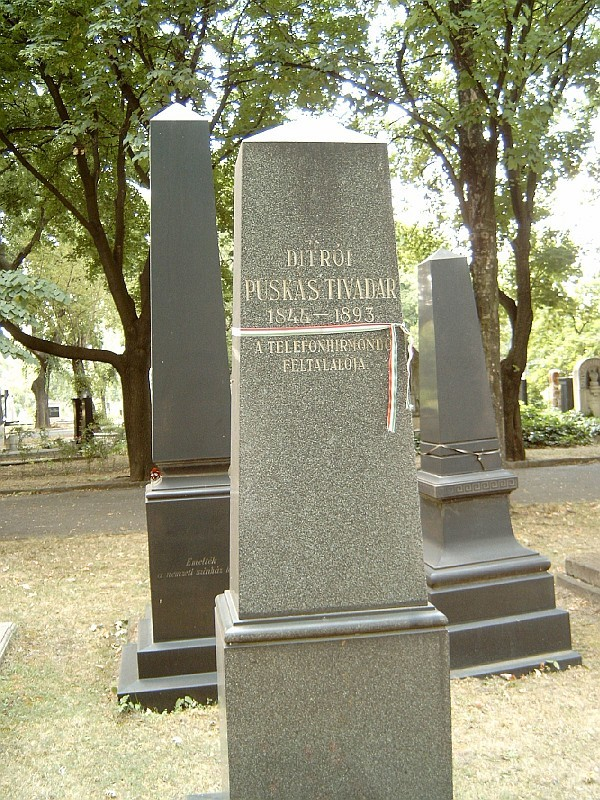
Могила Пушкаша

В 1887 году Тивадар Пушкаш представил телефонный коммутатор, который совершил революцию в области развития телефонной связи. Его следующим шагом стало создание в Пеште «Телефонной службы новостей» (Telefon Hírmondó), которая передавала новости и транслировала программы и во многом стала предшественником современного радио. По описанию, данному в одном из современных журналов, устройство Эдисона одновременно передавало такие трансляции для 50 пользователей телефонной связи, однако стоило подключиться ещё одному человеку, как трансляция тут же пропадала. При помощи же аппарата Пушкаша трансляции стали доступны для полумиллиона слушателей одновременно.
В 1890 году Пушкаш получил патент на процедуру выполнения контролируемого взрыва, технологии, которая стала предшественником многих современных процедур, связанных с проведением взрывных работ в нынешнее время. Новая технология была опробована на Дунае.
В 1892 году Пушкаш получил патент на свою новостную службу Telefon Hírmondó. Документ, полученный в Патентном Бюро Австро-Венгерской Империи, содержал следующую формулировку: «Новый метод организации и оптимизации телефонной новостной газеты». Служба Telefon Hírmondó начала свою работу 15 февраля 1893 года, при аудитории, составившей на тот момент 60 слушателей. После смерти Тивадара Пушкаша 16 марта 1893 года его брат Альберт Пушкаш продал предприятие со всеми правами Иштвану Попперу.
Достижения Пушкаша в области телефонной связи при его жизни так и не были признаны, однако в 2008 году Венгерский национальный банк выпустил памятную монету достоинством в 1000 форинтов в честь Пушкаша и 115 годовщины создания новостной службы Telefon Hírmondó.